# Amyema quaternifolia
Amyema quaternifolia är en tvåhjärtbladig växtart som beskrevs av Bryan Alwyn Barlow. Amyema quaternifolia ingår i släktet Amyema och familjen Loranthaceae. Inga underarter finns listade i Catalogue of Life.